# Charkhi Dadri
Charkhi Dadri ist eine Stadt (seit dem 31. Mai 2010 ein Municipal Council) im nordwestindischen Bundesstaat Haryana und Verwaltungssitz des am 1. Dezember 2016 gegründeten gleichnamigen Distrikts.
Die Stadt liegt auf einer Höhe von 218 m 90 km westlich der Bundeshauptstadt Neu-Delhi. Die Stadt entstand durch Zusammenlegung der Dörfer Charkhi und Dadri. Sie befindet sich im Distrikt Bhiwani. Die Stadt hatte beim Zensus 2011 56.337 Einwohner. Sie ist in 19 Wards gegliedert. In Charkhi Dadri sind 98 Prozent der Bevölkerung Hindus.
Die nationale Fernstraße NH 334B verläuft in West-Ost-Richtung durch Charkhi Dadri.
Über Charkhi Dadri kollidierten am 12. November 1996 zwei Flugzeuge (siehe Flugzeugkollision von Charkhi Dadri).